# Bjørnøen AS
Bjørnøen AS äger all mark och vissa byggnader på Bjørnøya. Företagets ändamål är att sköta och utnyttja företagets egendom. Bjørnøen AS grundades som I/S Bjørnøen Kulkompani 1918 av ett konsortium i Stavanger med Arne Haabeth i spetsen. Företaget övertogs av den norska staten 1932 och lades 1967 under Kings Bay AS, som också tillhandahåller företagets administration. Delar av statens finansieringsbidrag till Kings Bay AS används för skötseln av Bjørnøen. Företaget har samma styrelse, verkställande direktör som driftschef som Kings Bay AS och inga anställda.
Meteorologisk institutt vid Vervarslinga for Nord-Norge hyr mark för sin meteorologiska station på Bjørnøya. Vervarslinga har också samordningsansvar för den vetenskapliga verksamhet som bedrivs vid stationen. 
Bjørnøya naturreservat inrättades i augusti 2002. Fredningen omfattar hela ön med mindre undantag. Sysselmannen på Svalbard är förvaltningsmyndighet och har ansvar för uppsyn av naturreservatet. 